# آي فين
آي فين (بالصينية: 艾芬) هي طبيبة صينية ومديرة قسم الطوارئ بمستشفى ووهان المركزي. هي واحدة من أوئل الكوادر الطبية التي كشفت عن جائحة فيروس كورونا 2019–20.

## نشأتها
في عام 1997، تخرجت آي فان من كلية تونغجى الطبية، وعملت في قسم طب القلب والأوعية الدموية بمستشفى ووهان المركزي.  وعملت كمديرة لقسم الطوارئ في عام 2010.

## تفشي فيروس الكورونا
في 18 كانون أول عام 2019، اتصلت آي فين بالحالة الأولى للعدوى الرئوية التي أظهرت  «ظلال ضبابية متقطعة متعددة منتشرة في الرئتين» من أحد أفراد التوصيل في سوق ووهان للمأكولات البحرية. في 27 كانون ثاني، استقبلت مريضا ثانيا، لكن هذا الشخص ليس لديه تاريخ من الاتصال بسوق هوانان لبيع للمأكولات البحرية بالجملة.وفي فترة ما بعد الظهر من 30 كانون ثاني، أظهرت نتيجة اختبار المريض الثاني إصابته بفيروس كورونا. عندما شاهدت عبارة «فيروس السارس التاجي، الزائفة الزنجارية، 46 نوعا من بكتيريا استعمار الفموية / الجهاز التنفسي» على ورقة الفحص، على الفور أبلغت آي قسم الصحة العامة بالمستشفى وقسم العدوى وأرسلته إلى مجموعة أطباء قسم WeChat)). بعد ظهر اليوم نفسه، تم نشر تقرير الاختبار هذا على مجموعة WeChat)) من قبل اخصائي عيون من المستشفى لي وين ليانغ، وتم إعادة نشره بشكل كبير.
و في 1 كانون ثاني 2020، أبلغت آي  مرة أخرى قسم الصحة العامة بالمستشفى والمكتب الطبي أنباء قبول دخول العديد من المرضى من قبل مالك عيادة بالقرب من سوق جنوب الصين للمأكولات البحرية، على أمل جذب الانتباه. وأعربت عن قلقها، «بمجرد أن يمرض أطباء الطوارئ أو الممرضات، سيكون هناك الكثير من المشاكل.» بعد ذلك، أجرت إدارة الإشراف في المستشفى مقابلة مع آي، وقالت إنها عانت من «توبيخ شديد وغير مسبوق».  ووفقا لآي، اتهمها مسؤولو المستشفى بنشر الشائعات كمحترفة. وفي صباح يوم 11 كانون ثاني 2020، تلقت آي أنباءا عن إصابة هو زيوي، ممرضة في قسم الطوارئ. اتصلت آي برؤسائها على الفور وعقد المستشفى اجتماعا طارئا وجه فيه المسؤولون تغيير الملاحظات الطبية للممرضة المصابة من «العدوى الفيروسية الرئوية» إلى «انتشار الالتهاب الرئوي.» وفي اجتماع عقد في 16 كانون ثاني 2020، أصر مسؤولو المستشفيات على إنكار ان الإصابة بالفيروس يمكن نقلها بين الأشخاص.
لاحقا، كانت هناك شائعات تفيد بأن آي فين ماتت بسبب فيروس كورونا. وفي 20 كانون ثاني عام 2020، أوضحت آي فين أنها لم تكن مريضة ولا تزال تعمل كطبيبة تحارب الفيروس.

## حادثة صافرة العطاء
في 10 اذار  2020، أجرت مجلة (People) في الصين مقابلة مع آي ونشرت مقالة اذار  «صافرة العطاء». ومع ذلك، تم  إزالة التقرير بالقوة في غضون ثلاث ساعات بعد نشره في 10 اذار. كما تم حذف التقرير الأصلي عن حساب WeChat)) العام للمجلة قبل الظهر. كما قامت وسائل الإعلام الارضية التي نشرت المقالة بحذف المقالة. أعادت الموقع الرسمية للجنة الإنسانية للمستشفيات التابعة لجمعية الرعاية الإنسانية الصينية، برئاسة اللجنة الوطنية للصحة في الصين، طبع التقرير تحت العنوان «إذا كان من الممكن تذكر هؤلاء الأطباء على الفور، فقد لا يكون هذا اليوم» وشكرا للصحفيين.
احتجاجا على الرقابة، بدأ مستخدمو الإنترنت الصينيون في تمرير المقالة من خلال وسائل مثل برايل والرموز التعبيرية ورموز مورس ونص الختم.